# Fontaine-sur-Maye
Fontaine-sur-Maye település Franciaországban, Somme megyében. Lakosainak száma 159 fő (2022. január 1.). Fontaine-sur-Maye Brailly-Cornehotte, Crécy-en-Ponthieu, Estrées-lès-Crécy és Froyelles községekkel határos.

## Népesség
A település népességének változása:
| Lakosok száma | 161  | 165  | 168  | 161  | 159  | 158  | 158  | 157  | 159  |
|               | 2013 | 2015 | 2016 | 2017 | 2018 | 2019 | 2020 | 2021 | 2022 |